# 報乙
報乙（？—？），子姓。上甲微之子，是報丙的父亲，商汤的六世祖。